# Le Maître (Ionesco)
Pour les articles homonymes, voir Le Maître.
Le Maître est une pièce de théâtre en un acte d'Eugène Ionesco représentée pour la première fois le 11 août 1953 au Théâtre de la Huchette dans une mise en scène de Jacques Polieri.